# Heinrich Behnke
Heinrich Behnke (Horn, 9 de outubro de 1898 — Münster, 10 de outubro de 1979) foi um matemático alemão.